# Rovná (ort i Tjeckien, Karlovy Vary)
Rovná är en ort i Tjeckien.   Den ligger i regionen Karlovy Vary, i den västra delen av landet, 120 km väster om huvudstaden Prag. Rovná ligger 741 meter över havet och antalet invånare är 619.
Terrängen runt Rovná är kuperad åt nordväst, men åt sydost är den platt. Runt Rovná är det glesbefolkat, med 9 invånare per kvadratkilometer. Närmaste större samhälle är Sokolov, 8,8 km norr om Rovná. I omgivningarna runt Rovná växer i huvudsak blandskog.